# Agrilus bituberculatus
Agrilus bituberculatus (лат.) — вид узкотелых жуков-златок.

## Распространение
Китай.

## Описание
Длина узкого тела взрослых насекомых (имаго) 3,5—5,0 мм. Отличаются слабыми боковыми вдавлениями на пронотуме; пронотальный диск с тонкой скульптурой. Переднегрудь с воротничком. Боковой край переднеспинки цельный, гладкий. Глаза крупные, почти соприкасаются с переднеспинкой. Личинки предположительно развиваются на различных лиственных деревьях. Встречаются с мая по июль на высотах от 550 до 1400 м. Валидный статус был подтверждён в ходе ревизии, проведённой в 2011 году канадскими колеоптерологами Эдвардом Йендеком (Eduard Jendek) и Василием Гребенниковым (Оттава, Канада).